# Boroșică
Boroșică este un vechi soi românesc de struguri.